# Cetopsidae
Los cetópsidos (Cetopsidae) son una familia constituida por peces actinopterigios de agua dulce y del orden de los siluriformes.

## Morfología
Su nombre deriva etimológicamente del griego «ketos» (ballena) + «ops» (similar a), por la forma del cuerpo: bágrido similar a ballena. Tienen 3 pares de barbillas sensoriales, ausencia de aleta adiposa, la vejiga natatoria es extremadamente pequeña y contenida en una cápsula ósea.

## Distribución geográfica
Se encuentra en ríos y lagos de Sudamérica, desde el norte de Colombia hasta el centro de la Argentina.